# クルト・ベントリン
クルト・ベントリン（Kurt Bendlin、1943年5月22日 - 2024年8月29日）は、旧西ドイツの陸上競技選手。1968年メキシコシティーオリンピックの銅メダリストである。

## 経歴
ベントリンは、1867年5月に、ハイデルベルクで行われた試合で、8319ポイントの世界新記録を樹立。前年にアメリカのルス・ホッジが出していた世界記録を89ポイント更新した。
世界記録保持者として出場した翌1968年のメキシコオリンピックでは、アメリカのビル・トーミー、同じ西ドイツのハンス・ヨアヒム・ヴァルデに敗れ銅メダルに終わった。翌1969年には、彼の世界記録もトーミーによって奪われた。
2024年8月29日、パーダーボルンで死去。81歳没。

## 主な実績
| 年   | 大会                 | 場所                     | 種目     | 結果 | 記録 |
| ---- | -------------------- | ------------------------ | -------- | ---- | ---- |
| 1968 | オリンピック         | メキシコシティ(メキシコ) | 十種競技 | 3位  | 8064 |
| 1971 | ヨーロッパ陸上選手権 | ヘルシンキ(フィンランド) | 十種競技 | DNF  | -    |